# US Indoors 1985
Lo US Indoors 1985 è stato un torneo di tennis giocato sul sintetico indoor. È stata la 78ª edizione del torneo, che fa parte del Virginia Slims World Championship Series 1985. Si è giocato a Princeton negli USA dal 4 al 10 marzo 1985.

## Campionesse

### Singolare
Hana Mandlíková ha battuto in finale  Catarina Lindqvist con il punteggio di 6–3, 7–5

### Doppio
Martina Navrátilová /  Pam Shriver hanno battuto in finale  Marcella Mesker /  Elizabeth Smylie con il punteggio di 7–5, 6–2